# اولانم
اولانم (انگلیسی: Oulanem) درام یا نمایشی منظوم نوشته کارل مارکس است که در سال ۱۸۳۹ در دوران دانشجویی آن را نوشته‌است. ماجرای نمایش در شهری کوهستانی در ایتالیا می‌گذرد.

## شخصیت‌ها
- اولانم- مسافر آلمانی
- لوسیندو- همراه اولانم
- پرتینی- از اهالی شهری کوهستانی در ایتالیا
- آلواندر- از اهالی همان شهر
- بئاتریس- دخترخوانده آلواندر
- ویرین
- پرتو- راهب[۱]